# Xã West Peculiar, Quận Cass, Missouri
Xã West Peculiar (tiếng Anh: West Peculiar Township) là một xã thuộc quận Cass, tiểu bang Missouri, Hoa Kỳ. Năm 2010, dân số của xã này là 7.593 người.